# Giro d'Italia 2025

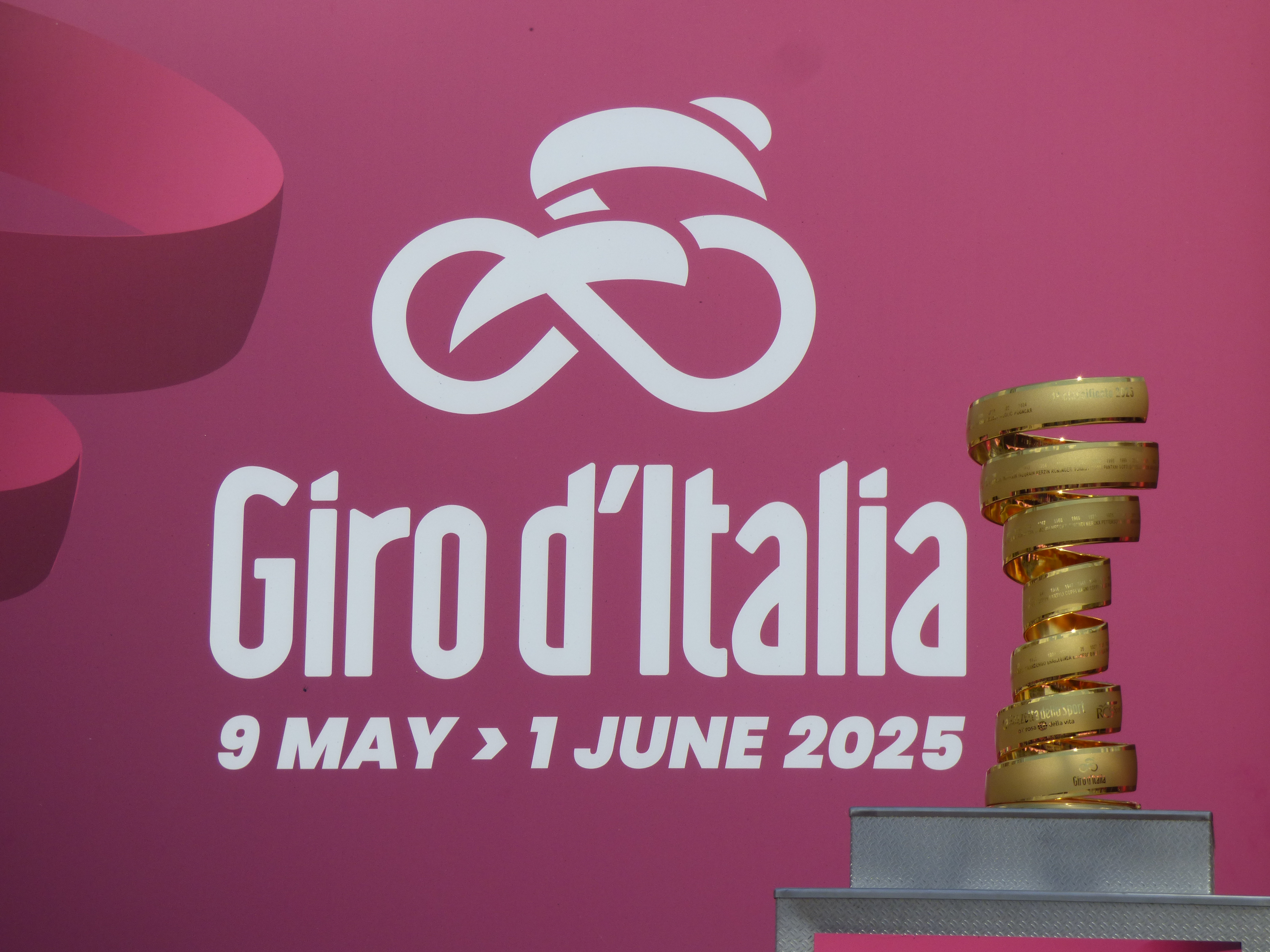
Il Trofeo Senza Fine a Ceglie Messapica, partenza della 5ª tappa

Il Giro d'Italia 2025, centottesima edizione della corsa, valevole come prova dell'UCI World Tour 2025, si svolse in ventuno tappe dal 9 maggio al 1º giugno 2025 per un totale di 3 443,3 km con partenza da Durazzo, in Albania, ed arrivo a Roma. La corsa è stata presentata il 13 gennaio 2025 presso l'Auditorium Parco della Musica. Il 29 aprile è stato annunciato che l'ultima tappa avrebbe preso il via dai Giardini Vaticani, per celebrare il Giubileo e per omaggiare Papa Francesco, scomparso il 21 aprile. Vittoria del britannico Simon Yates, la prima al Giro, che ha completato il percorso in 82h31'01" alla media di 41,728 km/h, davanti al messicano Isaac Del Toro e all'ecuadoriano Richard Carapaz.
Sul traguardo di Roma 159 ciclisti, su 184 partiti da Durazzo, portarono a termine la competizione.

## Tappe
| Tappa  | Data      | Percorso                                                | km               | Vincitore di tappa | Leader cl. generale |
| ------ | --------- | ------------------------------------------------------- | ---------------- | ------------------ | ------------------- |
| 1ª     | 9 maggio  | Durazzo (ALB) > Tirana (ALB)                            | 160              | Mads Pedersen      | Mads Pedersen       |
| 2ª     | 10 maggio | Tirana (ALB) > Tirana (ALB) (cron. individuale)         | 13,7             | Joshua Tarling     | Primož Roglič       |
| 3ª     | 11 maggio | Valona (ALB) > Valona (ALB)                             | 160              | Mads Pedersen      | Mads Pedersen       |
|        | 12 maggio | giorno di riposo                                        | giorno di riposo | giorno di riposo   | giorno di riposo    |
| 4ª     | 13 maggio | Alberobello (Pietramadre) > Lecce                       | 189              | Casper van Uden    | Mads Pedersen       |
| 5ª     | 14 maggio | Ceglie Messapica > Matera                               | 151              | Mads Pedersen      | Mads Pedersen       |
| 6ª     | 15 maggio | Potenza > Napoli                                        | 227              | Kaden Groves       | Mads Pedersen       |
| 7ª     | 16 maggio | Castel di Sangro > Tagliacozzo (Marsia)                 | 168              | Juan Ayuso         | Primož Roglič       |
| 8ª     | 17 maggio | Giulianova > Castelraimondo                             | 197              | Luke Plapp         | Diego Ulissi        |
| 9ª     | 18 maggio | Gubbio > Siena                                          | 181              | Wout Van Aert      | Isaac Del Toro      |
|        | 19 maggio | giorno di riposo                                        | giorno di riposo | giorno di riposo   | giorno di riposo    |
| 10ª    | 20 maggio | Lucca > Pisa (cron. individuale)                        | 28,6             | Daan Hoole         | Isaac Del Toro      |
| 11ª    | 21 maggio | Viareggio > Castelnovo ne' Monti                        | 186              | Richard Carapaz    | Isaac Del Toro      |
| 12ª    | 22 maggio | Modena > Viadana (Oglio-Po)                             | 172              | Olav Kooij         | Isaac Del Toro      |
| 13ª    | 23 maggio | Rovigo > Vicenza (Monte Berico)                         | 180              | Mads Pedersen      | Isaac Del Toro      |
| 14ª    | 24 maggio | Treviso > Nova Gorica (SVN)/Gorizia                     | 195              | Kasper Asgreen     | Isaac Del Toro      |
| 15ª    | 25 maggio | Fiume Veneto > Asiago                                   | 219              | Carlos Verona      | Isaac Del Toro      |
|        | 26 maggio | giorno di riposo                                        | giorno di riposo | giorno di riposo   | giorno di riposo    |
| 16ª    | 27 maggio | Piazzola sul Brenta > San Valentino (Brentonico)        | 203              | Christian Scaroni  | Isaac Del Toro      |
| 17ª    | 28 maggio | San Michele all'Adige (Fondazione Edmund Mach) > Bormio | 155              | Isaac Del Toro     | Isaac Del Toro      |
| 18ª    | 29 maggio | Morbegno > Cesano Maderno                               | 144              | Nico Denz          | Isaac Del Toro      |
| 19ª    | 30 maggio | Biella > Champoluc                                      | 166              | Nicolas Prodhomme  | Isaac Del Toro      |
| 20ª    | 31 maggio | Verrès > Sestriere (Vialattea)                          | 205              | Chris Harper       | Simon Yates         |
| 21ª    | 1º giugno | Roma > Roma                                             | 143              | Olav Kooij         | Simon Yates         |
| Totale | Totale    | Totale                                                  | 3 443,3          |                    |                     |

## Squadre e ciclisti partecipanti
| N.      | Cod. | Squadra                         |
| ------- | ---- | ------------------------------- |
| 1-8     | RBH  | Red Bull-Bora-Hansgrohe         |
| 11-18   | ADC  | Alpecin-Deceuninck              |
| 21-28   | ARK  | Arkéa-B&B Hotels                |
| 31-38   | TBV  | Bahrain Victorious              |
| 41-48   | COF  | Cofidis                         |
| 51-58   | DAT  | Decathlon AG2R La Mondiale Team |
| 61-68   | EFE  | EF Education-EasyPost           |
| 71-78   | GFC  | Groupama-FDJ                    |
| 81-88   | IGD  | Ineos Grenadiers                |
| 91-98   | IWA  | Intermarché-Wanty               |
| 101-109 | IPT  | Israel-Premier Tech             |
| 111-118 | LTK  | Lidl-Trek                       |

| N.      | Cod. | Squadra                       |
| ------- | ---- | ----------------------------- |
| 121-128 | MOV  | Movistar Team                 |
| 131-138 | Q36  | Q36.5 Pro Cycling Team        |
| 141-148 | SOQ  | Soudal Quick-Step             |
| 151-158 | JAY  | Team Jayco AlUla              |
| 161-168 | TPP  | Team Picnic PostNL            |
| 171-178 | PTV  | Team Polti VisitMalta         |
| 181-188 | TVL  | Team Visma-Lease a Bike       |
| 191-198 | TUD  | Tudor Pro Cycling Team        |
| 201-208 | UAD  | UAE Team Emirates XRG         |
| 211-218 | VBF  | VF Group-Bardiani CSF-Faizanè |
| 221-228 | XAT  | XDS Astana Team               |

## Dettagli delle tappe

### 1ª tappa
- 9 maggio: Durazzo (ALB) > Tirana (ALB) – 160 km

Risultati
| Pos. | Corridore     | Squadra  | Tempo    |
| ---- | ------------- | -------- | -------- |
| 1    | Mads Pedersen | Lidl     | 3h36'24" |
| 2    | Wout Van Aert | Visma    | s.t.     |
| 3    | Orluis Aular  | Movistar | s.t.     |

| Pos. | Corridore     | Squadra  | Tempo    |
| ---- | ------------- | -------- | -------- |
| 1    | Mads Pedersen | Lidl     | 3h36'14" |
| 2    | Wout Van Aert | Visma    | a 4"     |
| 3    | Orluis Aular  | Movistar | a 6"     |

### 2ª tappa
- 10 maggio: Tirana (ALB) > Tirana (ALB) – Cronometro individuale – 13,7 km

Risultati
| Pos. | Corridore      | Squadra  | Tempo  |
| ---- | -------------- | -------- | ------ |
| 1    | Joshua Tarling | Ineos    | 16'07" |
| 2    | Primož Roglič  | Red Bull | a 1"   |
| 3    | Jay Vine       | UAE      | a 3"   |

| Pos. | Corridore     | Squadra  | Tempo    |
| ---- | ------------- | -------- | -------- |
| 1    | Primož Roglič | Red Bull | 3h52'32" |
| 2    | Mads Pedersen | Lidl     | a 1"     |
| 3    | Mathias Vacek | Lidl     | a 5"     |

### 3ª tappa
- 11 maggio: Valona (ALB) > Valona (ALB) – 160 km

Risultati
| Pos. | Corridore     | Squadra  | Tempo    |
| ---- | ------------- | -------- | -------- |
| 1    | Mads Pedersen | Lidl     | 3h49'47" |
| 2    | Corbin Strong | Israel   | s.t.     |
| 3    | Orluis Aular  | Movistar | s.t.     |

| Pos. | Corridore     | Squadra  | Tempo    |
| ---- | ------------- | -------- | -------- |
| 1    | Mads Pedersen | Lidl     | 7h42'10" |
| 2    | Primož Roglič | Red Bull | a 9"     |
| 3    | Mathias Vacek | Lidl     | a 14"    |

### 4ª tappa
- 13 maggio: Alberobello (Pietramadre) > Lecce – 189 km

Risultati
| Pos. | Corridore       | Squadra | Tempo    |
| ---- | --------------- | ------- | -------- |
| 1    | Casper van Uden | Picnic  | 4h02'21" |
| 2    | Olav Kooij      | Visma   | s.t.     |
| 3    | Maikel Zijlaard | Tudor   | s.t.     |

| Pos. | Corridore     | Squadra  | Tempo     |
| ---- | ------------- | -------- | --------- |
| 1    | Mads Pedersen | Lidl     | 11h44'31" |
| 2    | Primož Roglič | Red Bull | a 7"      |
| 3    | Mathias Vacek | Lidl     | a 14"     |

### 5ª tappa

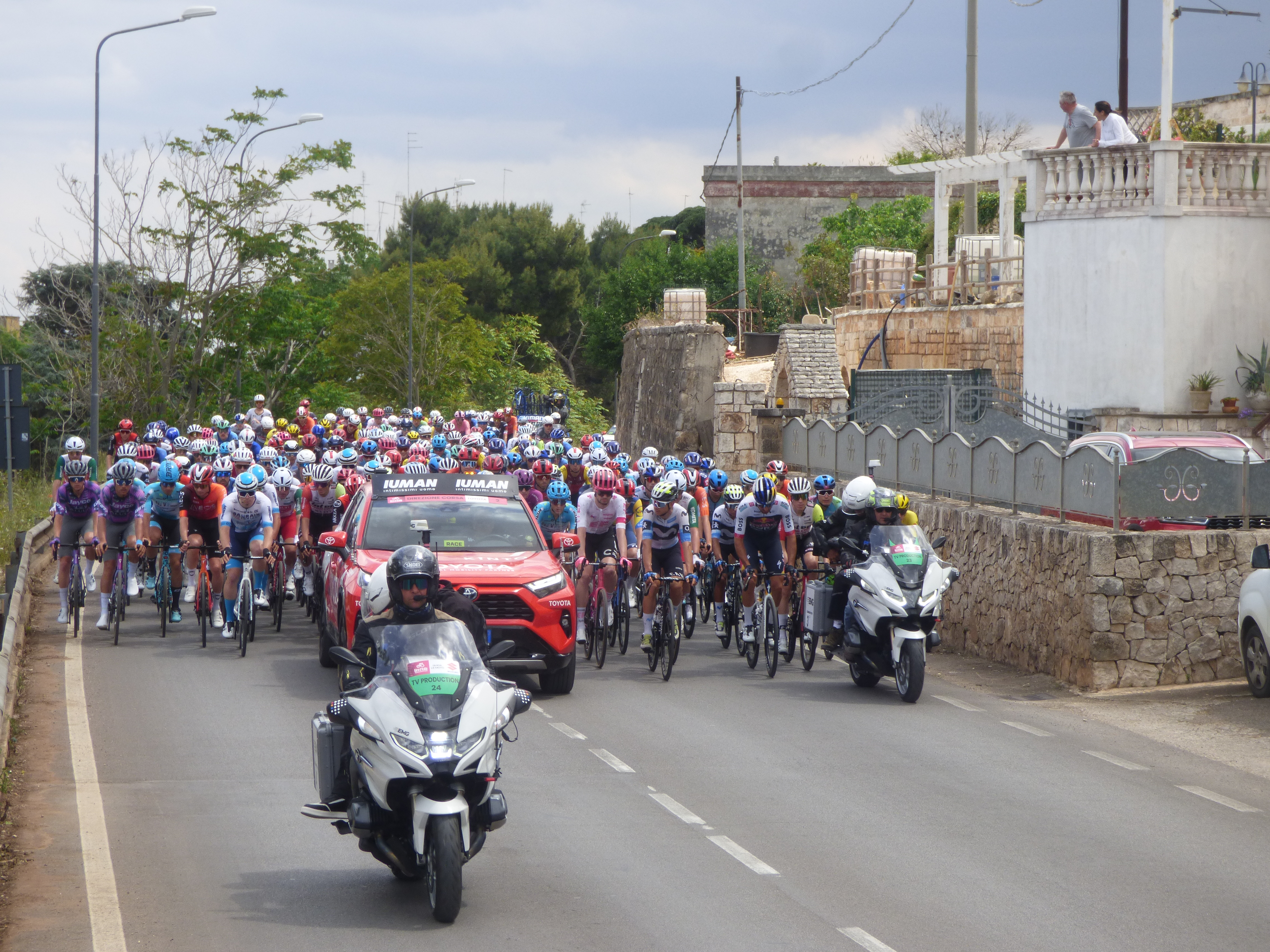
Il gruppo alla partenza di Ceglie Messapica

- 14 maggio: Ceglie Messapica > Matera – 151 km

Risultati
| Pos. | Corridore         | Squadra | Tempo    |
| ---- | ----------------- | ------- | -------- |
| 1    | Mads Pedersen     | Lidl    | 3h27'31" |
| 2    | Edoardo Zambanini | Bahrain | s.t.     |
| 3    | Thomas Pidcock    | Q36.5   | s.t.     |

| Pos. | Corridore     | Squadra  | Tempo     |
| ---- | ------------- | -------- | --------- |
| 1    | Mads Pedersen | Lidl     | 15h11'52" |
| 2    | Primož Roglič | Red Bull | a 17"     |
| 3    | Mathias Vacek | Lidl     | a 24"     |

### 6ª tappa
- 15 maggio: Potenza > Napoli – 227 km

Risultati
| Pos. | Corridore    | Squadra | Tempo    |
| ---- | ------------ | ------- | -------- |
| 1    | Kaden Groves | Alpecin | 4h59'52" |
| 2    | Milan Fretin | Cofidis | s.t.     |
| 3    | Paul Magnier | Soudal  | s.t.     |

| Pos. | Corridore     | Squadra  | Tempo     |
| ---- | ------------- | -------- | --------- |
| 1    | Mads Pedersen | Lidl     | 20h11'44" |
| 2    | Primož Roglič | Red Bull | a 17"     |
| 3    | Mathias Vacek | Lidl     | a 24"     |

### 7ª tappa
- 16 maggio: Castel di Sangro > Tagliacozzo – 168 km

Risultati
| Pos. | Corridore      | Squadra | Tempo    |
| ---- | -------------- | ------- | -------- |
| 1    | Juan Ayuso     | UAE     | 4h20'25" |
| 2    | Isaac Del Toro | UAE     | a 4"     |
| 3    | Egan Bernal    | Ineos   | s.t.     |

| Pos. | Corridore      | Squadra  | Tempo     |
| ---- | -------------- | -------- | --------- |
| 1    | Primož Roglič  | Red Bull | 24h32'30" |
| 2    | Juan Ayuso     | UAE      | a 4"      |
| 3    | Isaac Del Toro | UAE      | a 9"      |

### 8ª tappa
- 17 maggio: Giulianova > Castelraimondo – 197 km

Risultati
| Pos. | Corridore       | Squadra | Tempo    |
| ---- | --------------- | ------- | -------- |
| 1    | Luke Plapp      | Jayco   | 4h44'20" |
| 2    | Wilco Kelderman | Visma   | a 38"    |
| 3    | Diego Ulissi    | XDS     | s.t.     |

| Pos. | Corridore         | Squadra  | Tempo     |
| ---- | ----------------- | -------- | --------- |
| 1    | Diego Ulissi      | XDS      | 29h21'23" |
| 2    | Lorenzo Fortunato | XDS      | a 12"     |
| 3    | Primož Roglič     | Red Bull | a 17"     |

### 9ª tappa
- 18 maggio: Gubbio > Siena – 181 km

Risultati
| Pos. | Corridore      | Squadra | Tempo    |
| ---- | -------------- | ------- | -------- |
| 1    | Wout Van Aert  | Visma   | 4h15'08" |
| 2    | Isaac Del Toro | UAE     | s.t.     |
| 3    | Giulio Ciccone | Lidl    | a 58"    |

| Pos. | Corridore      | Squadra | Tempo     |
| ---- | -------------- | ------- | --------- |
| 1    | Isaac Del Toro | UAE     | 33h36'45" |
| 2    | Juan Ayuso     | UAE     | a 1'13"   |
| 3    | Antonio Tiberi | Bahrain | a 1'30"   |

### 10ª tappa
- 20 maggio: Lucca > Pisa – Cronometro individuale – 28,6 km

Risultati
| Pos. | Corridore      | Squadra | Tempo  |
| ---- | -------------- | ------- | ------ |
| 1    | Daan Hoole     | Lidl    | 32'30" |
| 2    | Joshua Tarling | Ineos   | a 7"   |
| 3    | Ethan Hayter   | Soudal  | a 10"  |

| Pos. | Corridore      | Squadra | Tempo     |
| ---- | -------------- | ------- | --------- |
| 1    | Isaac Del Toro | UAE     | 34h11'37" |
| 2    | Juan Ayuso     | UAE     | a 25"     |
| 3    | Antonio Tiberi | Bahrain | a 1'01"   |

### 11ª tappa
- 21 maggio: Viareggio > Castelnovo ne' Monti – 186 km

Risultati
| Pos. | Corridore       | Squadra | Tempo    |
| ---- | --------------- | ------- | -------- |
| 1    | Richard Carapaz | EF      | 4h35'20" |
| 2    | Isaac Del Toro  | UAE     | a 10"    |
| 3    | Giulio Ciccone  | Lidl    | s.t.     |

| Pos. | Corridore      | Squadra | Tempo     |
| ---- | -------------- | ------- | --------- |
| 1    | Isaac Del Toro | UAE     | 38h47'01" |
| 2    | Juan Ayuso     | UAE     | a 31"     |
| 3    | Antonio Tiberi | Bahrain | a 1'07"   |

### 12ª tappa
- 22 maggio: Modena > Viadana (Oglio-Po) – 172 km

Risultati
| Pos. | Corridore       | Squadra | Tempo    |
| ---- | --------------- | ------- | -------- |
| 1    | Olav Kooij      | Visma   | 3h55'40" |
| 2    | Casper van Uden | Picnic  | s.t.     |
| 3    | Ben Turner      | Ineos   | s.t.     |

| Pos. | Corridore      | Squadra | Tempo     |
| ---- | -------------- | ------- | --------- |
| 1    | Isaac Del Toro | UAE     | 42h43'28" |
| 2    | Juan Ayuso     | UAE     | a 33"     |
| 3    | Antonio Tiberi | Bahrain | a 1'09"   |

### 13ª tappa

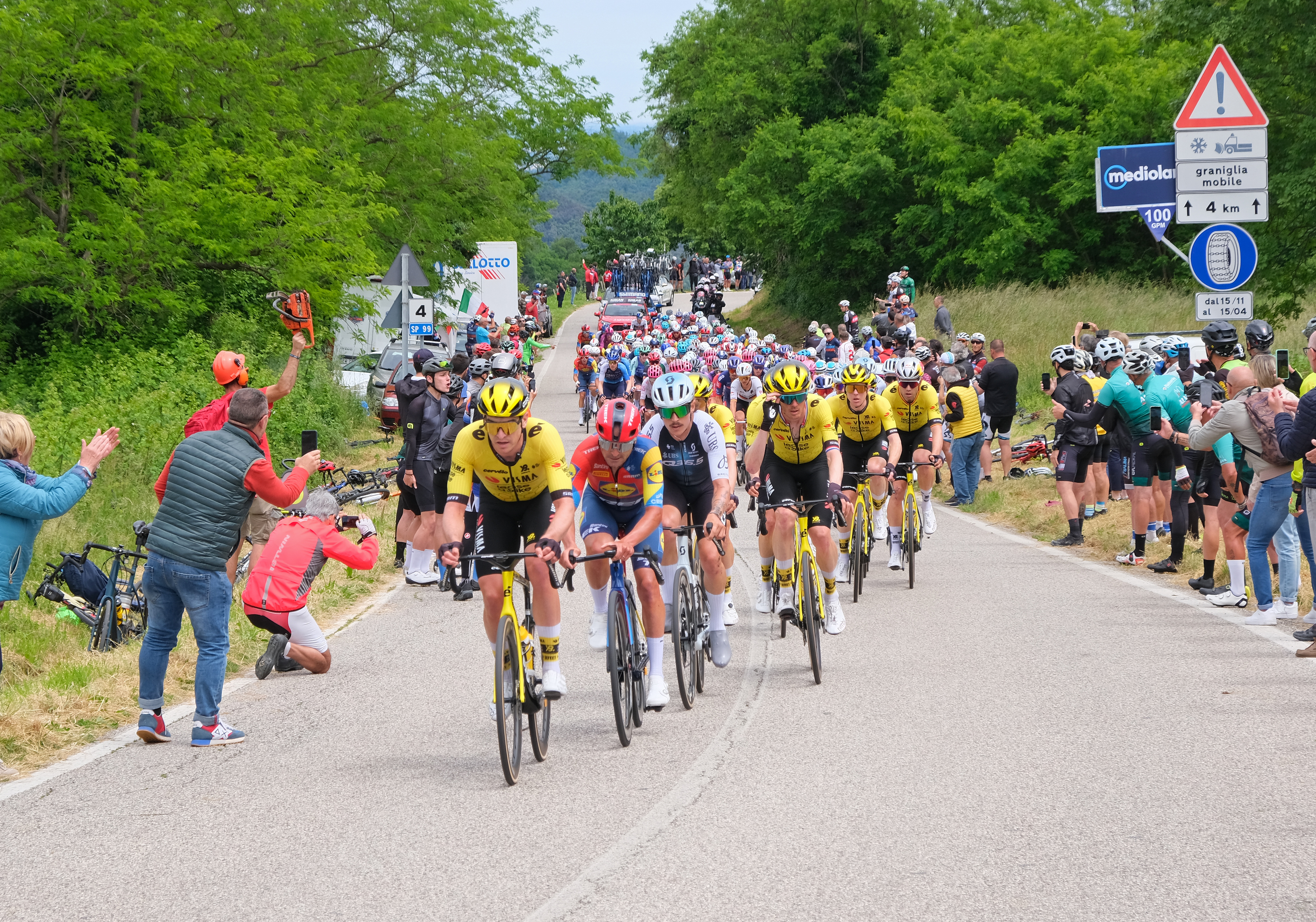
Il gruppo al GPM di Passo Roverello

- 23 maggio: Rovigo > Vicenza (Monte Berico) – 180 km

Risultati
| Pos. | Corridore      | Squadra | Tempo    |
| ---- | -------------- | ------- | -------- |
| 1    | Mads Pedersen  | Lidl    | 3h50'24" |
| 2    | Wout Van Aert  | Visma   | s.t.     |
| 3    | Isaac Del Toro | UAE     | a 2"     |

| Pos. | Corridore      | Squadra | Tempo     |
| ---- | -------------- | ------- | --------- |
| 1    | Isaac Del Toro | UAE     | 46h32'59" |
| 2    | Juan Ayuso     | UAE     | a 38"     |
| 3    | Antonio Tiberi | Bahrain | a 1'18"   |

### 14ª tappa

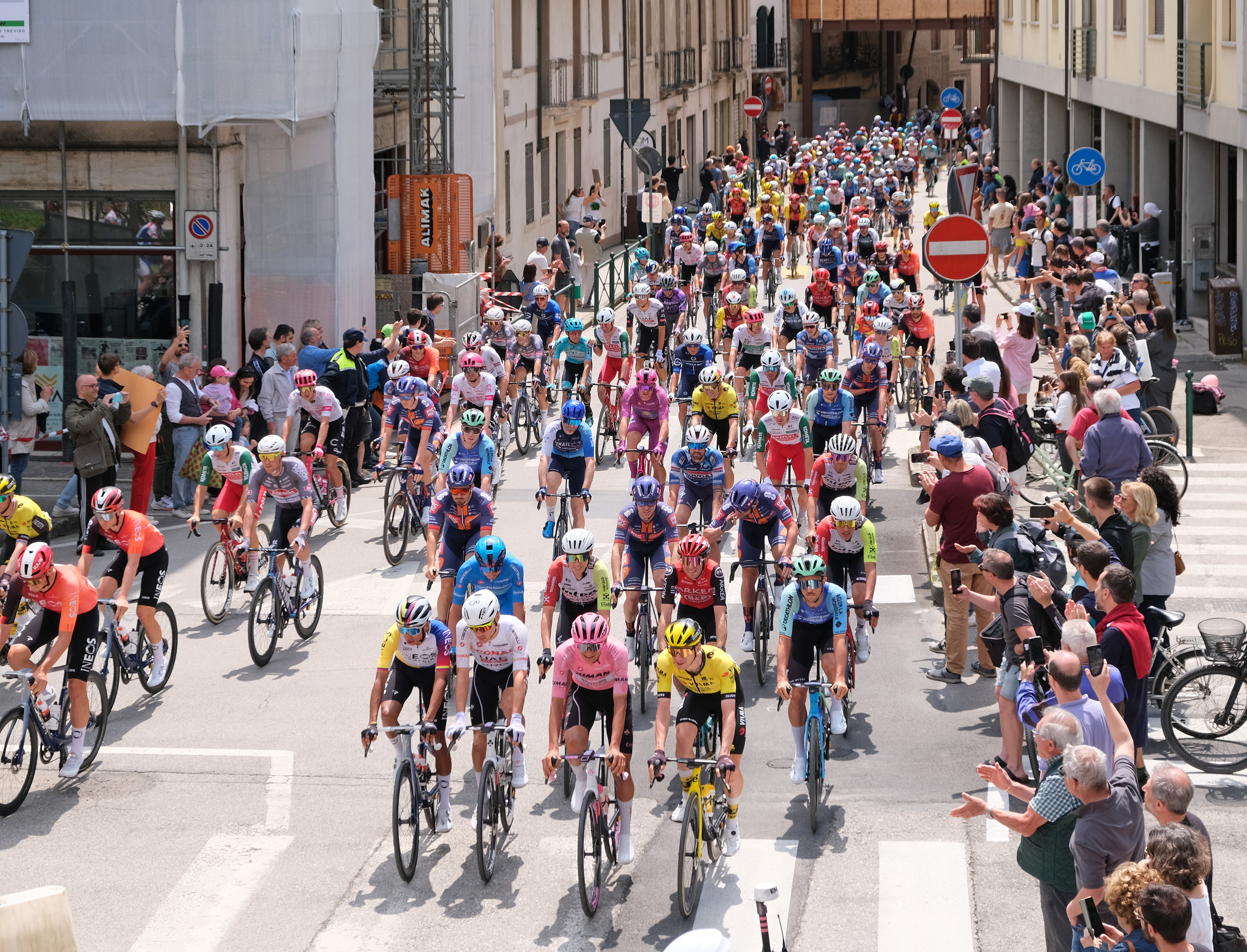
Il gruppo alla partenza di Treviso

- 24 maggio: Treviso > Nova Gorica (SLO)/Gorizia – 195 km

Risultati
| Pos. | Corridore      | Squadra | Tempo    |
| ---- | -------------- | ------- | -------- |
| 1    | Kasper Asgreen | EF      | 4h04'40" |
| 2    | Kaden Groves   | Alpecin | a 16"    |
| 3    | Olav Kooij     | Visma   | s.t.     |

| Pos. | Corridore      | Squadra | Tempo     |
| ---- | -------------- | ------- | --------- |
| 1    | Isaac Del Toro | UAE     | 50h37'55" |
| 2    | Simon Yates    | Visma   | a 1'20"   |
| 3    | Juan Ayuso     | UAE     | a 1'26"   |

### 15ª tappa
- 25 maggio: Fiume Veneto > Asiago – 219 km

Risultati
| Pos. | Corridore         | Squadra | Tempo    |
| ---- | ----------------- | ------- | -------- |
| 1    | Carlos Verona     | Lidl    | 5h15'41" |
| 2    | Florian Stork     | Tudor   | a 22"    |
| 3    | Christian Scaroni | XDS     | a 23"    |

| Pos. | Corridore      | Squadra | Tempo     |
| ---- | -------------- | ------- | --------- |
| 1    | Isaac Del Toro | UAE     | 55h54'05" |
| 2    | Simon Yates    | Visma   | a 1'20"   |
| 3    | Juan Ayuso     | UAE     | a 1'26"   |

### 16ª tappa

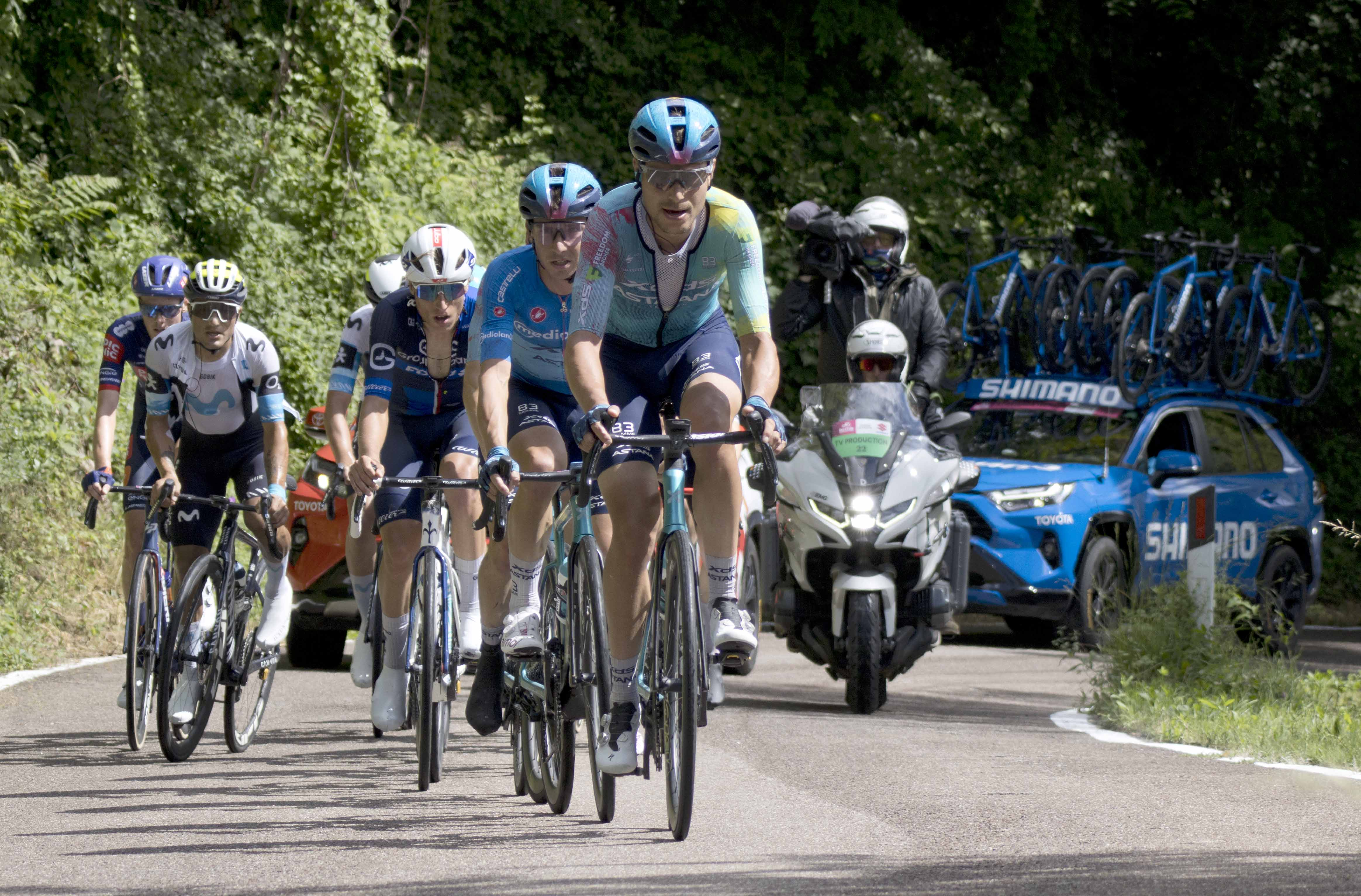
La fuga guidata da Christian Scaroni, vincitore di tappa

- 27 maggio: Piazzola sul Brenta > San Valentino (Brentonico) – 203 km

Risultati
| Pos. | Corridore         | Squadra  | Tempo    |
| ---- | ----------------- | -------- | -------- |
| 1    | Christian Scaroni | XDS      | 5h35'05" |
| 2    | Lorenzo Fortunato | XDS      | s.t.     |
| 3    | Giulio Pellizzari | Red Bull | a 55"    |

| Pos. | Corridore       | Squadra | Tempo     |
| ---- | --------------- | ------- | --------- |
| 1    | Isaac Del Toro  | UAE     | 61h31'56" |
| 2    | Simon Yates     | Visma   | a 26"     |
| 3    | Richard Carapaz | EF      | a 31"     |

### 17ª tappa

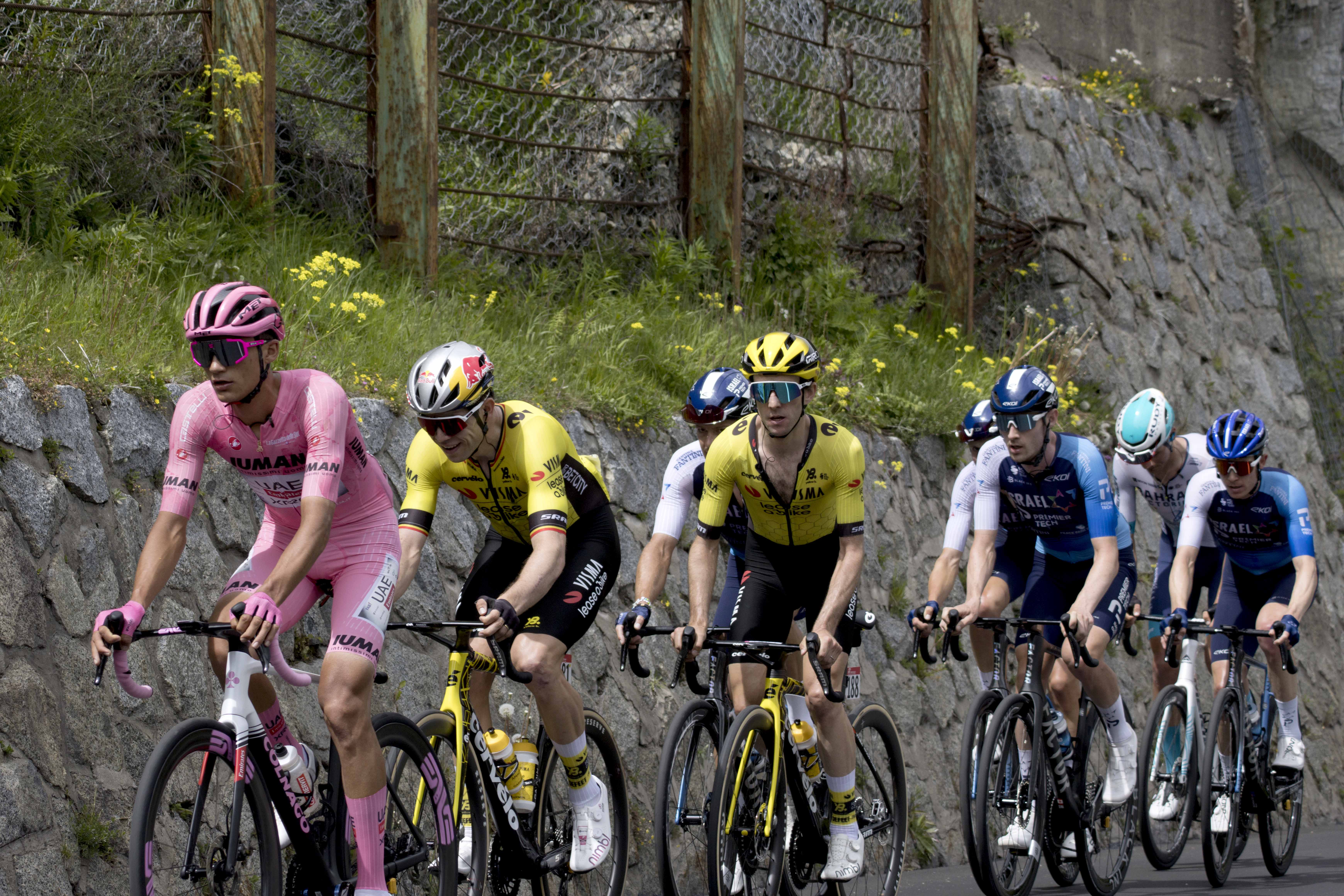
Il gruppetto maglia rosa durante la 17ª tappa

- 28 maggio: San Michele all'Adige (Fondazione Edmund Mach) > Bormio – 155 km

Risultati
| Pos. | Corridore       | Squadra | Tempo    |
| ---- | --------------- | ------- | -------- |
| 1    | Isaac Del Toro  | UAE     | 3h58'48" |
| 2    | Romain Bardet   | Picnic  | a 4"     |
| 3    | Richard Carapaz | EF      | s.t.     |

| Pos. | Corridore       | Squadra | Tempo     |
| ---- | --------------- | ------- | --------- |
| 1    | Isaac Del Toro  | UAE     | 65h30'34" |
| 2    | Richard Carapaz | EF      | a 41"     |
| 3    | Simon Yates     | Visma   | a 51"     |

### 18ª tappa
- 29 maggio: Morbegno > Cesano Maderno – 144 km

Risultati
| Pos. | Corridore         | Squadra  | Tempo    |
| ---- | ----------------- | -------- | -------- |
| 1    | Nico Denz         | Red Bull | 3h12'07" |
| 2    | Mirco Maestri     | Polti    | a 1'01"  |
| 3    | Edward Planckaert | Alpecin  | s.t.     |

| Pos. | Corridore       | Squadra | Tempo     |
| ---- | --------------- | ------- | --------- |
| 1    | Isaac Del Toro  | UAE     | 68h56'32" |
| 2    | Richard Carapaz | EF      | a 41"     |
| 3    | Simon Yates     | Visma   | a 51"     |

### 19ª tappa
- 30 maggio: Biella > Champoluc – 166 km

Risultati
| Pos. | Corridore         | Squadra   | Tempo    |
| ---- | ----------------- | --------- | -------- |
| 1    | Nicolas Prodhomme | Decathlon | 4h50'35" |
| 2    | Isaac Del Toro    | UAE       | a 58"    |
| 3    | Richard Carapaz   | EF        | s.t.     |

| Pos. | Corridore       | Squadra | Tempo     |
| ---- | --------------- | ------- | --------- |
| 1    | Isaac Del Toro  | UAE     | 73h47'59" |
| 2    | Richard Carapaz | EF      | a 43"     |
| 3    | Simon Yates     | Visma   | a 1'21"   |

### 20ª tappa
- 31 maggio: Verrès > Sestriere (Vialattea) – 205 km

Risultati
| Pos. | Corridore        | Squadra | Tempo    |
| ---- | ---------------- | ------- | -------- |
| 1    | Chris Harper     | Jayco   | 5h27'29" |
| 2    | Alessandro Verre | Arkéa   | a 1'49"  |
| 3    | Simon Yates      | Visma   | a 1'57"  |

| Pos. | Corridore       | Squadra | Tempo     |
| ---- | --------------- | ------- | --------- |
| 1    | Simon Yates     | Visma   | 79h18'42" |
| 2    | Isaac Del Toro  | UAE     | a 3'56"   |
| 3    | Richard Carapaz | EF      | a 4'43"   |

### 21ª tappa
- 1º giugno: Roma > Roma – 143 km

Risultati
| Pos. | Corridore        | Squadra | Tempo    |
| ---- | ---------------- | ------- | -------- |
| 1    | Olav Kooij       | Visma   | 3h12'19" |
| 2    | Kaden Groves     | Alpecin | s.t.     |
| 3    | Matteo Moschetti | Q36.5   | s.t.     |

| Pos. | Corridore       | Squadra | Tempo     |
| ---- | --------------- | ------- | --------- |
| 1    | Simon Yates     | Visma   | 82h31'01" |
| 2    | Isaac Del Toro  | UAE     | a 3'56"   |
| 3    | Richard Carapaz | EF      | a 4'43"   |

## Evoluzione delle classifiche
| Tappa              | Vincitore          | Classifica generale Maglia rosa | Classifica a punti Maglia ciclamino | Classifica scalatori Maglia azzurra | Classifica giovani Maglia bianca | Trofeo Super Team     |
| ------------------ | ------------------ | ------------------------------- | ----------------------------------- | ----------------------------------- | -------------------------------- | --------------------- |
| 1ª                 | Mads Pedersen      | Mads Pedersen                   | Mads Pedersen                       | Sylvain Moniquet                    | Francesco Busatto                | Lidl-Trek             |
| 2ª                 | Joshua Tarling     | Primož Roglič                   | Mads Pedersen                       | Sylvain Moniquet                    | Mathias Vacek                    | Lidl-Trek             |
| 3ª                 | Mads Pedersen      | Mads Pedersen                   | Mads Pedersen                       | Lorenzo Fortunato                   | Mathias Vacek                    | Lidl-Trek             |
| 4ª                 | Casper van Uden    | Mads Pedersen                   | Mads Pedersen                       | Lorenzo Fortunato                   | Mathias Vacek                    | Lidl-Trek             |
| 5ª                 | Mads Pedersen      | Mads Pedersen                   | Mads Pedersen                       | Lorenzo Fortunato                   | Mathias Vacek                    | Lidl-Trek             |
| 6ª                 | Kaden Groves       | Mads Pedersen                   | Mads Pedersen                       | Lorenzo Fortunato                   | Mathias Vacek                    | Lidl-Trek             |
| 7ª                 | Juan Ayuso         | Primož Roglič                   | Mads Pedersen                       | Lorenzo Fortunato                   | Juan Ayuso                       | UAE Team Emirates XRG |
| 8ª                 | Luke Plapp         | Diego Ulissi                    | Mads Pedersen                       | Lorenzo Fortunato                   | Juan Ayuso                       | UAE Team Emirates XRG |
| 9ª                 | Wout Van Aert      | Isaac Del Toro                  | Mads Pedersen                       | Lorenzo Fortunato                   | Isaac Del Toro                   | UAE Team Emirates XRG |
| 10ª                | Daan Hoole         | Isaac Del Toro                  | Mads Pedersen                       | Lorenzo Fortunato                   | Isaac Del Toro                   | UAE Team Emirates XRG |
| 11ª                | Richard Carapaz    | Isaac Del Toro                  | Mads Pedersen                       | Lorenzo Fortunato                   | Isaac Del Toro                   | UAE Team Emirates XRG |
| 12ª                | Olav Kooij         | Isaac Del Toro                  | Mads Pedersen                       | Lorenzo Fortunato                   | Isaac Del Toro                   | UAE Team Emirates XRG |
| 13ª                | Mads Pedersen      | Isaac Del Toro                  | Mads Pedersen                       | Lorenzo Fortunato                   | Isaac Del Toro                   | UAE Team Emirates XRG |
| 14ª                | Kasper Asgreen     | Isaac Del Toro                  | Mads Pedersen                       | Lorenzo Fortunato                   | Isaac Del Toro                   | UAE Team Emirates XRG |
| 15ª                | Carlos Verona      | Isaac Del Toro                  | Mads Pedersen                       | Lorenzo Fortunato                   | Isaac Del Toro                   | UAE Team Emirates XRG |
| 16ª                | Christian Scaroni  | Isaac Del Toro                  | Mads Pedersen                       | Lorenzo Fortunato                   | Isaac Del Toro                   | UAE Team Emirates XRG |
| 17ª                | Isaac Del Toro     | Isaac Del Toro                  | Mads Pedersen                       | Lorenzo Fortunato                   | Isaac Del Toro                   | UAE Team Emirates XRG |
| 18ª                | Nico Denz          | Isaac Del Toro                  | Mads Pedersen                       | Lorenzo Fortunato                   | Isaac Del Toro                   | UAE Team Emirates XRG |
| 19ª                | Nicolas Prodhomme  | Isaac Del Toro                  | Mads Pedersen                       | Lorenzo Fortunato                   | Isaac Del Toro                   | UAE Team Emirates XRG |
| 20ª                | Chris Harper       | Simon Yates                     | Mads Pedersen                       | Lorenzo Fortunato                   | Isaac Del Toro                   | UAE Team Emirates XRG |
| 21ª                | Olav Kooij         | Simon Yates                     | Mads Pedersen                       | Lorenzo Fortunato                   | Isaac Del Toro                   | UAE Team Emirates XRG |
| Classifiche finali | Classifiche finali | Simon Yates                     | Mads Pedersen                       | Lorenzo Fortunato                   | Isaac Del Toro                   | UAE Team Emirates XRG |

Maglie indossate da altri ciclisti in caso di due o più maglie vinte
- Nella 2ª tappa Wout Van Aert ha indossato la maglia ciclamino al posto di Mads Pedersen.
- Nella 4ª tappa Alessandro Tonelli ha indossato la maglia ciclamino al posto di Mads Pedersen.
- Dalla 5ª alla 7ª tappa Olav Kooij ha indossato la maglia ciclamino al posto di Mads Pedersen.
- Dalla 10ª alla 16ª tappa Juan Ayuso ha indossato la maglia bianca al posto di Isaac Del Toro.
- Nella 17ª tappa Antonio Tiberi ha indossato la maglia bianca al posto di Isaac Del Toro.
- Dalla 18ª alla 20ª tappa Giulio Pellizzari ha indossato la maglia bianca al posto di Isaac Del Toro.

### Altre classifiche
| Tappa              | Traguardo volante  | Fuga               | Classifica Red Bull KM | Premio Red Bull KM Numero blu | Premio Combattività Numero rosso |
| ------------------ | ------------------ | ------------------ | ---------------------- | ----------------------------- | -------------------------------- |
| 1ª                 | Manuele Tarozzi    | Alessandro Verre   | Manuele Tarozzi        | Manuele Tarozzi               | Alessandro Tonelli               |
| 2ª                 | Manuele Tarozzi    | Alessandro Verre   | Manuele Tarozzi        | non assegnato                 | non assegnato                    |
| 3ª                 | Alessandro Tonelli | Alessandro Tonelli | Dries De Bondt         | Dries De Bondt                | Alessandro Tonelli               |
| 4ª                 | Alessandro Tonelli | Alessandro Tonelli | Manuele Tarozzi        | Francisco Muñoz               | Francisco Muñoz                  |
| 5ª                 | Alessandro Tonelli | Alessandro Tonelli | Manuele Tarozzi        | Giosuè Epis                   | Davide Bais                      |
| 6ª                 | Alessandro Tonelli | Alessandro Tonelli | Manuele Tarozzi        | non assegnato                 | non assegnato                    |
| 7ª                 | Alessandro Tonelli | Alessandro Tonelli | Manuele Tarozzi        | Manuele Tarozzi               | Alessandro Tonelli               |
| 8ª                 | Alessandro Tonelli | Alessandro Tonelli | Manuele Tarozzi        | Luke Plapp                    | Lorenzo Fortunato                |
| 9ª                 | Alessandro Tonelli | Alessandro Tonelli | Manuele Tarozzi        | Isaac Del Toro                | Quinten Hermans                  |
| 10ª                | Alessandro Tonelli | Alessandro Tonelli | Manuele Tarozzi        | non assegnato                 | non assegnato                    |
| 11ª                | Alessandro Tonelli | Alessandro Tonelli | Manuele Tarozzi        | Nairo Quintana                | Nairo Quintana                   |
| 12ª                | Alessandro Tonelli | Manuele Tarozzi    | Manuele Tarozzi        | Andrea Pietrobon              | Andrea Pietrobon                 |
| 13ª                | Alessandro Tonelli | Manuele Tarozzi    | Isaac Del Toro         | Christian Scaroni             | Lorenzo Germani                  |
| 14ª                | Alessandro Tonelli | Manuele Tarozzi    | Isaac Del Toro         | Mirco Maestri                 | Kasper Asgreen                   |
| 15ª                | Alessandro Tonelli | Manuele Tarozzi    | Isaac Del Toro         | Carlos Verona                 | Marco Frigo                      |
| 16ª                | Alessandro Tonelli | Manuele Tarozzi    | Isaac Del Toro         | Christian Scaroni             | Lorenzo Fortunato                |
| 17ª                | Dries De Bondt     | Manuele Tarozzi    | Isaac Del Toro         | Mattia Cattaneo               | Lorenzo Fortunato                |
| 18ª                | Dries De Bondt     | Manuele Tarozzi    | Manuele Tarozzi        | Manuele Tarozzi               | Wout Van Aert                    |
| 19ª                | Dries De Bondt     | Manuele Tarozzi    | Manuele Tarozzi        | Antonio Tiberi                | Nicolas Prodhomme                |
| 20ª                | Dries De Bondt     | Manuele Tarozzi    | Manuele Tarozzi        | Chris Harper                  | Chris Harper                     |
| 21ª                | Dries De Bondt     | Manuele Tarozzi    | Manuele Tarozzi        | Michael Hepburn               | Martin Marcellusi                |
| Classifiche finali | Dries De Bondt     | Manuele Tarozzi    | Manuele Tarozzi        | non assegnato                 | Lorenzo Fortunato                |

## Classifiche finali

### Classifica generale - Maglia rosa
| Pos. | Corridore         | Squadra  | Tempo      |
| ---- | ----------------- | -------- | ---------- |
| 1    | Simon Yates       | Visma    | 82h31'01'' |
| 2    | Isaac Del Toro    | UAE      | a 3'56"    |
| 3    | Richard Carapaz   | EF       | a 4'43"    |
| 4    | Derek Gee         | Israel   | a 6'23''   |
| 5    | Damiano Caruso    | Bahrain  | a 7'32''   |
| 6    | Giulio Pellizzari | Red Bull | a 9'28''   |
| 7    | Egan Bernal       | Ineos    | a 12'42''  |
| 8    | Einer Rubio       | Movistar | a 13'05''  |
| 9    | Brandon McNulty   | UAE      | a 13'46''  |
| 10   | Michael Storer    | Tudor    | a 14'27''  |

### Classifica a punti - Maglia ciclamino
| Pos. | Corridore      | Squadra   | Punti |
| ---- | -------------- | --------- | ----- |
| 1    | Mads Pedersen  | Lidl      | 295   |
| 2    | Olav Kooij     | Visma     | 185   |
| 3    | Wout Van Aert  | Visma     | 127   |
| 4    | Dries De Bondt | Decathlon | 127   |
| 5    | Isaac Del Toro | UAE       | 109   |

### Classifica scalatori - Maglia azzurra
| Pos. | Corridore         | Squadra   | Punti |
| ---- | ----------------- | --------- | ----- |
| 1    | Lorenzo Fortunato | XDS       | 355   |
| 2    | Christian Scaroni | XDS       | 201   |
| 3    | Nicolas Prodhomme | Decathlon | 107   |
| 4    | Manuele Tarozzi   | VF Group  | 87    |
| 5    | Carlos Verona     | Lidl      | 61    |

### Classifica giovani - Maglia bianca
| Pos. | Corridore         | Squadra  | Tempo      |
| ---- | ----------------- | -------- | ---------- |
| 1    | Isaac Del Toro    | UAE      | 82h34'57'' |
| 2    | Giulio Pellizzari | Red Bull | a 5'32''   |
| 3    | Max Poole         | Picnic   | a 14'19''  |
| 4    | Davide Piganzoli  | Polti    | a 23'57''  |
| 5    | Antonio Tiberi    | Bahrain  | a 42'08''  |

### Classifica a squadre - Trofeo Super Team
| Pos. | Squadra                 | Tempo       |
| ---- | ----------------------- | ----------- |
| 1    | UAE Team Emirates XRG   | 247h53'24'' |
| 2    | Bahrain Victorious      | a 58'40''   |
| 3    | Team Visma-Lease a Bike | a 1h15'37"  |
| 4    | XDS Astana Team         | a 1h46'40"  |
| 5    | Tudor Pro Cycling Team  | a 1h52'53"  |

### Esplicative
1. ↑  Chiamata Red Bull KM per ragioni di sponsorizzazione
2. 1 2  Nel 2025 viene reintrodotta la Classifica intergiro, chiamata Red Bull KM per ragioni di sponsorizzazione: ogni giorno verranno attribuiti 15, 8, 5, 3 e 1 punto ai primi cinque atleti che doppieranno il Red Bull KM, creando la classifica; infine, chi taglierà per primo il traguardo giornalmente indosserà un dorsale azzurro da indossare la tappa successiva.

### Bibliografiche
1. ↑   Ecco il Giro d’Italia 2025: dall’Albania a Roma tra salite, volate, cronometro, Slovenia e sterrati, su giroditalia.it. URL consultato il 13 gennaio 2025.
2. ↑   Giro d’Italia 2025, svelato il percorso da Tirana a Roma, su ultimochilometro.it. URL consultato il 13 gennaio 2025.
3. ↑   Giro d'Italia 2025, l'ultima tappa omaggia Papa Francesco, su agi.it. URL consultato il 29 aprile 2025.
4. ↑   Giro d’Italia 2025, tutti i ritiri, su cyclingpro.net, 1º giugno 2025.